# Internationale Filmfestspiele Berlin 2002
Die 52. Internationalen Filmfestspiele Berlin fanden vom 6. Februar bis zum 16. Februar 2002 statt.
Es war die erste Berlinale, die von dem neuen Direktor Dieter Kosslick geleitet wurde. Als ehemaliger Direktor der Filmstiftung Nordrhein-Westfalen legt er besonderen Wert auf die Förderung des jungen deutschen Films und führt die Sektion „Perspektive Deutsches Kino“ als neue Sektion ein.

## Sektion Wettbewerb
Im Programm des offiziellen Wettbewerbs stellten sich in diesem Jahr folgende Filme dem Urteil der internationalen Jury:
| Filmtitel                     | Regisseur             | Produktionsland                        | Darsteller (Auswahl)                                   |
| 8 Frauen                      | François Ozon         | Frankreich, Italien                    | Danielle Darrieux, Catherine Deneuve, Isabelle Huppert |
| Baader                        | Christopher Roth      | Deutschland, Großbritannien            | Frank Giering, Laura Tonke, Hinnerk Schönemann         |
| Bad Guy                       | Kim Ki-duk            | Südkorea                               | Jo Jae-hyun                                            |
| Beneath Clouds                | Ivan Sen              | Australien                             | Dannielle Hall, Damian Pitt                            |
| Bloody Sunday                 | Paul Greengrass       | Großbritannien, Irland                 | James Nesbitt, Allan Gildea                            |
| Brennen im Wind               | Silvio Soldini        | Italien, Schweiz                       | Ivan Franek                                            |
| Bridget                       | Amos Kollek           | Frankreich, Japan                      | Anna Levine                                            |
| Chihiros Reise ins Zauberland | Hayao Miyazaki        | Japan                                  | Zeichentrickfilm                                       |
| Dekapentavgoustos             | Constantine Giannaris | Griechenland                           |                                                        |
| Der Felsen                    | Dominik Graf          | Deutschland                            | Karoline Eichhorn, Antonio Wannek                      |
| Halbe Treppe                  | Andreas Dresen        | Deutschland                            | Steffi Kühnert, Axel Prahl                             |
| Heaven*                       | Tom Tykwer            | Deutschland, Italien, USA, F, GB       | Cate Blanchett, Giovanni Ribisi                        |
| Iris                          | Richard Eyre          | Großbritannien, USA                    | Judi Dench, Jim Broadbent, Kate Winslet                |
| Kleine Missgeschicke          | Annette K. Olesen     | Dänemark                               | Jørgen Kiil, Maria Rich, Henrik Prip                   |
| KT                            | Junji Sakamoto        | Japan, Südkorea                        |                                                        |
| Monster’s Ball                | Marc Forster          | USA, Kanada                            | Billy Bob Thornton, Halle Berry                        |
| Montag Morgen                 | Otar Iosseliani       | Frankreich, Italien                    | Jacques Bidou                                          |
| Der Passierschein             | Bertrand Tavernier    | Frankreich, Spanien, Deutschland       | Jacques Gamblin                                        |
| Piedras                       | Ramón Salazar         | Spanien                                | Ángela Molina                                          |
| Die Royal Tenenbaums          | Wes Anderson          | USA                                    | Gene Hackman, Anjelica Huston, Gwyneth Paltrow         |
| Schiffsmeldungen              | Lasse Hallström       | USA, Kanada                            | Kevin Spacey, Julianne Moore, Judi Dench               |
| Der Stellvertreter (Amen)     | Costa-Gavras          | Frankreich, Deutschland, Rumänien, USA | Ulrich Tukur, Mathieu Kassovitz, Ulrich Mühe           |
| Versuchungen                  | Zoltán Kamondi        | Ungarn                                 |                                                        |

* = Eröffnungsfilm

### Internationale Jury
Präsidentin der Jury 2002 war die indische Regisseurin Mira Nair. Unter ihrer Führung wählten folgende Jurymitglieder die Preisträger aus: Lucrecia Martel (Argentinien), Claudie Ossard (Frankreich), Oskar Roehler (Deutschland), Kenneth Turan (USA), Raoul Peck (Haiti), Nicoletta Braschi (Italien), Declan Quinn (USA) und Renata Litwinowa (Russland).

### Preisträger

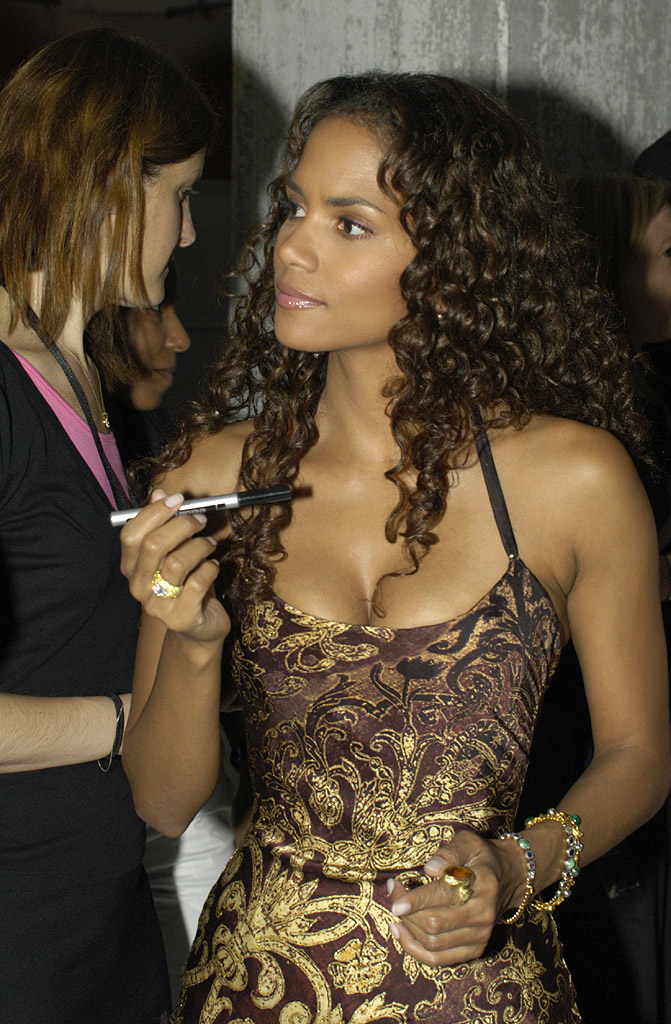
Halle Berry

- Goldener Bär: in diesem Jahr wurden zwei Goldene Bären verliehen: Bloody Sunday von Paul Greengrass, und mit Spirited Away von Hayao Miyazaki erhielt zum ersten Mal in der Geschichte der Berlinale ein Zeichentrickfilm diese hohe Auszeichnung.
- Silberne Bären in folgenden Kategorien:
  - Großer Preis der Jury: Andreas Dresen für Halbe Treppe
  - Beste Regie: Otar Iosseliani für Montag Morgen
  - Beste Schauspielerin: Halle Berry für Monster’s Ball
  - Bester Schauspieler: Jacques Gamblin für Laissez-Passer
  - Beste Filmmusik: Antoine Duhamel für Laissez-Passer
  - Für eine außergewöhnliche künstlerische Leistung: das Schauspielensemble von 8 Frauen. Catherine Deneuve, Isabelle Huppert, Emmanuelle Béart, Fanny Ardant, Virginie Ledoyen, Danielle Darrieux, Firmine Richard und Ludivine Sagnier

## Sektion Panorama
Den Panoramapublikumspreis erhielt in diesem Jahr der Dokumentarfilm Im toten Winkel – Hitlers Sekretärin von André Heller. Den „Teddy Award“ erhielt der australische Film Walking on Water von Tony Ayres. Den Preis der Ökumenischen Jury erhielt der Film L’Ange de Goudron von Denis Chouinard.

## Goldener Ehrenbär
In diesem Jahr wurden für ihr Lebenswerk zwei Künstler geehrt: die italienische Schauspielerin Claudia Cardinale und der US-amerikanische Regisseur Robert Altman.

## Kinderfilmfest
- Gläserner Bär der Kinderjury für den norwegischen Film Glasskår von Lars Berg.

## Weitere Preisträger
- Caligari Filmpreis für Ein Glückstag (Un día de suerte) – Regie: Sandra Gugliotta
- Wolfgang-Staudte-Preis für Wesh, wesh – was geht hier ab? (Wesh wesh, qu'est-ce qui se passe?) – Regie: Rabah Ameur-Zaïmeche

## Retrospektive
Die diesjährige Retrospektive zeigte unter dem Titel European 60s – Revolte, Phantasie & Utopie Filme von Filmemachern aus Ost- und Westeuropa, die das Filmgeschehen der 1960er Jahre in Europa geprägt und beeinflusst haben. Unter anderen waren folgende Filme zu sehen:
- Abschied von gestern von Alexander Kluge
- Andrej Rubljow von Andrej Tarkowski
- Bitterer Honig von Tony Richardson
- Blow Up von Michelangelo Antonioni
- Elf Uhr nachts von Jean-Luc Godard
- Geliebter Spinner von John Schlesinger
- If … von Lindsay Anderson
- Die Jagd von Carlos Saura
- Karla von Herrmann Zschoche
- Liebe 1962 von Michelangelo Antonioni
- Das Mädchen von Márta Mészáros
- Das Messer im Wasser von Roman Polański
- Die Passagierin von Andrzej Munk
- Persona von Ingmar Bergman
- Rote Sonne von Rudolf Thome
- Die Sammlerin von Éric Rohmer
- Spur der Steine von Frank Beyer
- Der Start von Jerzy Skolimowski
- Stille und Schrei von Miklós Jancsó
- Tätowierung von Johannes Schaaf
- Tausendschönchen von Věra Chytilová
- Die unschuldigen Zauberer von Andrzej Wajda
- Viva Maria! von Louis Malle
- Zur Sache, Schätzchen von May Spils